# 馬鈴薯澱粉

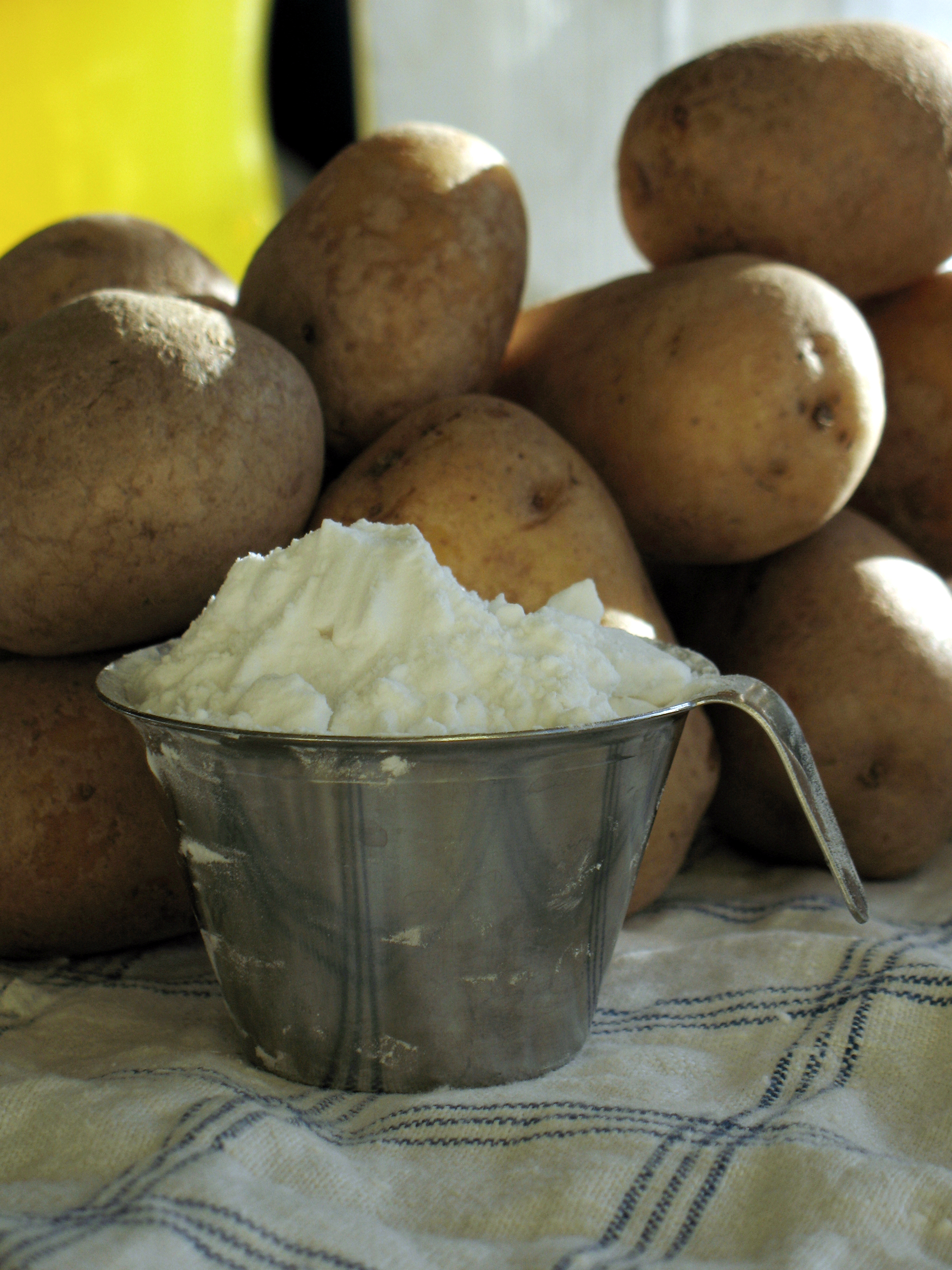
马铃薯淀粉

马铃薯淀粉（英語：Potato starch）是从马铃薯中提取的淀粉，是俗称太白粉的一种，港澳、珠三角一帶把馬鈴薯澱粉稱為生粉。马铃薯植物块根的细胞含有淀粉粒，为了提取淀粉，将马铃薯压碎，白色体所含的淀粉从被破坏的细胞中释放出来，最后清洗淀粉并干燥成粉末。
马铃薯淀粉含有典型的大椭圆形球形颗粒，大小在5到100μm之间，是一种非常精制的淀粉，含有极少量的蛋白质或脂肪，这使得粉末具有清澈的白色；煮熟的淀粉具有典型的淀粉味和马铃薯味，透明度高，强度高，不易起泡变黄。
马铃薯淀粉含有与淀粉结合的约800ppm磷酸盐；这增加了粘度并使溶液具有轻微的阴离子特性，60℃（140°F）开始糊化 并具有高膨胀力，同时吸水性也极强。

## 用途
淀粉衍生物用于许多食品中，例如面条、葡萄酒、口香糖、綜合坚果、薯片、热狗香肠、面包奶油、速溶汤和调味汁，还有无麸质食品 ，用于逾越节的犹太食品 和亚洲美食。在糕点中，例如海绵蛋糕，可用于保持蛋糕湿润，质地柔软。它偶尔也用于制备预先包装的磨碎奶酪，以减少受潮和粘连。
其他还有helmipuuro，一种由马铃薯淀粉和牛奶的单分散颗粒制成的粥，以及papeda（荷兰的摩鹿加人社区使用马铃薯淀粉制作papeda）。它还可用于非食品应用中作为壁纸粘合剂，用于纺织品整理和纺织品上浆，用于纸张涂布和上浆，以及用作纸袋和胶带中的粘合剂。
直到20世纪30年代中期其他彩色胶片工艺出现之前，盧米埃兄弟的AutochromeLumière也将马铃薯淀粉用于早期的彩色摄影工艺。

## 马铃薯品种

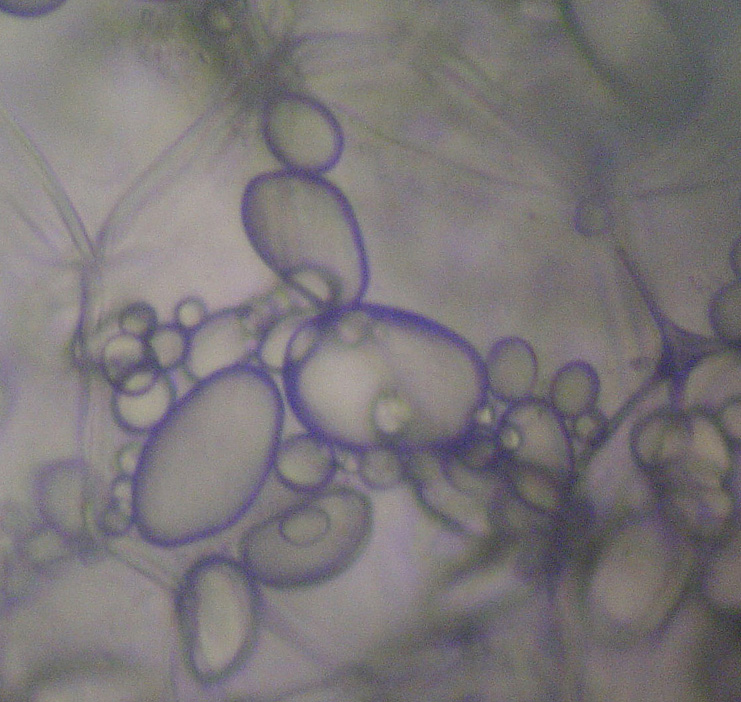
显微图像：细胞中的马铃薯淀粉(淀粉体)

为了生产马铃薯淀粉，已试验了许多品种的马铃薯，从中选择具有高淀粉含量和高淀粉产量的品种。最近开发了一种新型马铃薯作物，其仅含有一种淀粉分子：支链淀粉，即糯性马铃薯淀粉， 在淀粉糊化后，糯性淀粉在储存期间回凝较少。
淀粉马铃薯的主要种植国为德国、荷兰、中国、日本、法国、丹麦和波兰，在瑞典、芬兰、奥地利、捷克、乌克兰、加拿大和印度也有少量分布。一些马铃薯淀粉也作为马铃薯加工工业的副产品生产，在薯条和薯片生产过程中从马铃薯切割边角料中回收。

## 淀粉的检测

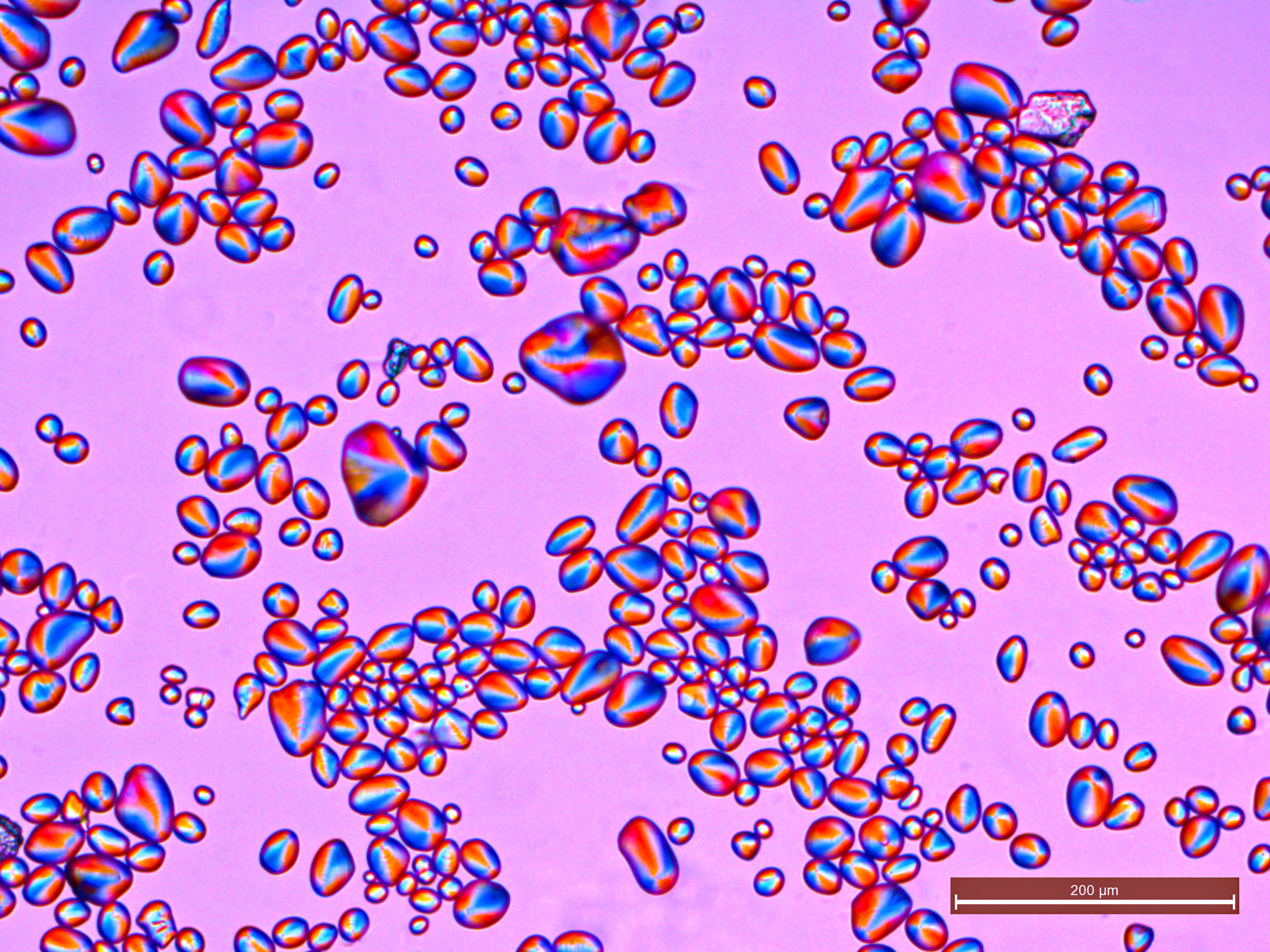
马铃薯淀粉在偏振光下显微照相 放大倍数100x

使用等体积甘油和蒸馏水的混合物在显微镜下检查，马铃薯淀粉呈现透明，无色颗粒，不规则形状，卵形、梨形或圆形，通常为30μm至100μm，但偶尔超过100μm，通常是10微米至35微米的尺寸。淀粉颗粒在偏振光下表现出特征性的暗色交叉，如果马铃薯淀粉被润湿则会变粘。